# Alexander Michailowitsch Sergejew

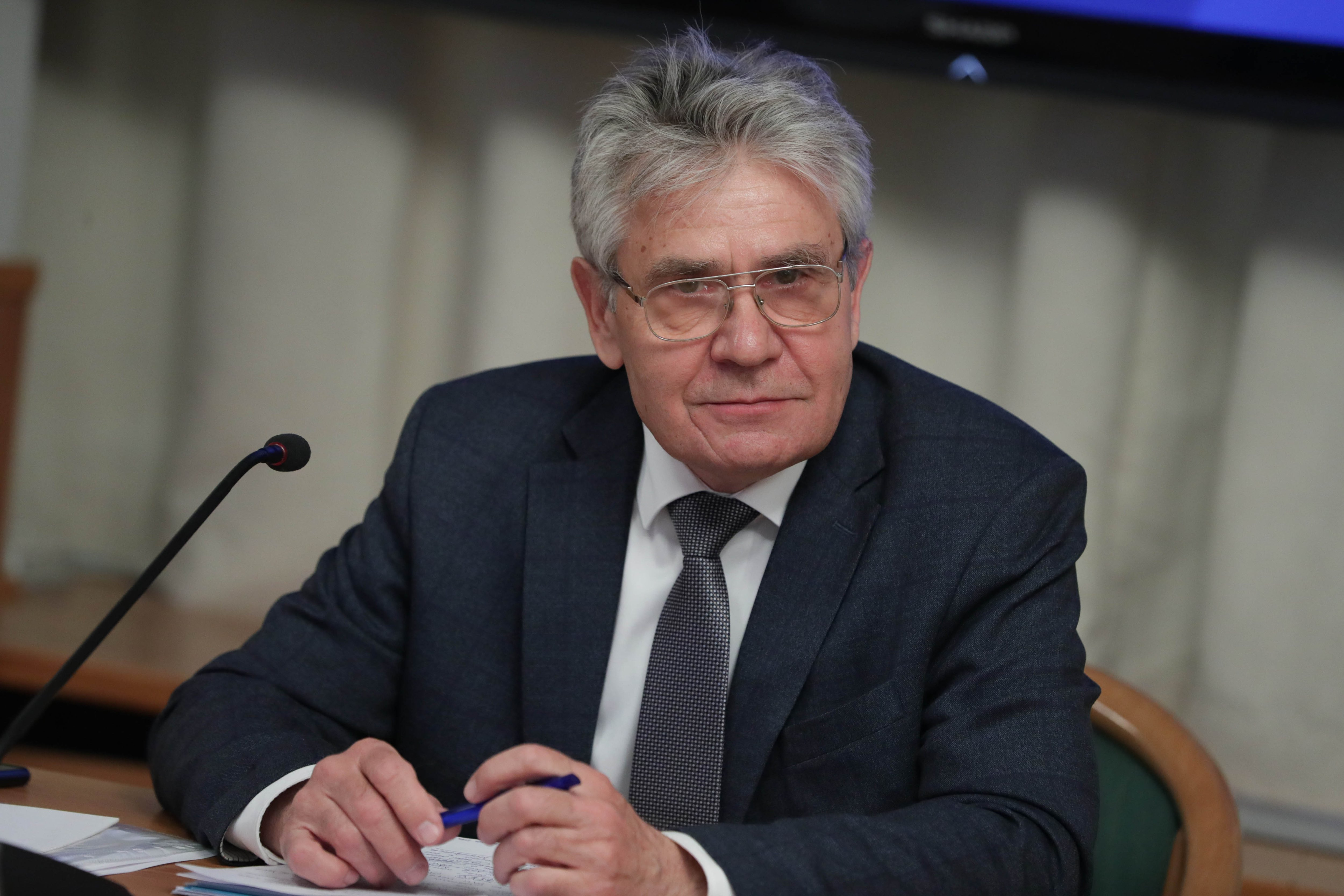
Alexander Michailowitsch Sergejew (2022)

Alexander Michailowitsch Sergejew (russisch Александр Михайлович Сергеев, wiss. Transliteration Aleksandr Michajlovič Sergeev; * 2. August 1955 in Buturlino) ist ein russischer Physiker und Hochschullehrer. Er war Präsident der Russischen Akademie der Wissenschaften in 2017–2022.

## Leben
Sergejew studierte an der Fakultät für Strahlenphysik der Staatlichen Universität Gorki mit Abschluss 1977. Darauf arbeitete er als wissenschaftlicher Mitarbeiter im Institut für Angewandte Physik (IPF) in Gorki. Bei Alexander Grigorjewitsch Litwak fertigte er seine Kandidat-Dissertation über Effekte starker elektromagnetischer Wellen in einem magnetisch aktiven Plasma an, die er 1982 verteidigte. Er lehrt an der Staatlichen Universität Gorki (bis 1990, dann Staatliche Universität Nischni Nowgorod (NNGU)) und wurde 1991 zum Professor ernannt. 1991 wurde er Leiter des Laboratoriums für ultraschnelle Phänomene. 2000 verteidigte er seine Doktor-Dissertation über nichtlineare Wellenprozesse bei der Erzeugung ultrakurzer optischer Pulse und die Wechselwirkung starker optischer Felder mit Materie. 2001 wurde er Direktor der Abteilung für nichtlineare Dynamik und Optik und Vizedirektor des IPF. 2003 wurde er Korrespondierendes Mitglied der Russischen Akademie der Wissenschaften (RAN).
Sergejews Arbeitsgebiete sind die Laserphysik und insbesondere die Ultrakurzpulslaser, die Plasmaphysik und die Biophotonik. In den 1990er Jahren organisierte er die Entwicklung von Femtosekundenlasern. Dabei wurden Rekordstrahlungsleistungen von mehreren Hundert Terawatt erreicht. Dazu gehörten Titan:Saphir-Laser und Glasfaserlaser. Ausgehend von der Theorie der dissipativen optischen Solitonen entwickelte er ein Modell zur Beschreibung der Funktionsweise der Femtosekundenlaser, dessen Vorhersagen dann experimentell bestätigt wurden. Sergejew schlug 2010 ein Projekt zur Entwicklung eines weltweit leistungsstärksten Lasers mit mehreren Hundert Petawatt Spitzenimpulsleistungen vor. Die russische Regierung nahm den Vorschlag an und beschloss die Realisierung mit einer Projektdauer bis 2020 und Gründung des Exawatt Center for Extreme Light Studies (XCELS) in Nischni Nowgorod. Mit einer Gruppe von Physikern und Medizinern entwickelt er Instrumente für die optische Tomografie biologischer Gewebe. Dazu gehören die Optische Kohärenztomografie, die diffuse optische Tomografie, die optische Fluoreszenztomographie und die Ultramikroskopie. Die entwickelten Methoden können bei der Diagnostik von Krebserkrankungen helfen. Sergejew ist Autor oder Mitautor von etwa 380 wissenschaftlichen Publikationen (Stand: 2018).
Sergejew ist beteiligt am Gravitationswellenobservatorium und sorgte für die Beteiligung russischer Wissenschaftler an der High Power laser Energy Research facility (HiPER) für die Untersuchung der Trägheitsfusion und am Laserprojekt Extreme Light Infrastructure. Er ist russischer Vertreter und Vizevorsitzender im International Committee on Ultrahigh Intensity Lasers (ICUIL) und Mitglied der Kommission für Atom-, Molekül- und optische Physik der Internationalen Union für Reine und Angewandte Physik. Sergejew ist Ratsmitglied des Russischen Fonds für Grundlagenforschung. Sergejew ist Experte des jährlich stattfindenden internationalen Moscow Economic Forum.
Sergejew ist Mitglied des 1.-Juli-Klubs – einer Gruppe von Akademiemitgliedern, die 2013 gegen einen Gesetzentwurf zur Reform der RAN mit Ersetzung der RAN durch eine neue Akademie der Wissenschaften protestierten. In der Folge wurde auf die Ersetzung der RAN durch eine neue Akademie verzichtet.
2015 wurde Sergejew Direktor des IPF der RAN als Nachfolger Alexander Grigorjewitsch Litwaks, der wissenschaftlicher Leiter des Instituts blieb. Unter Sergejews Leitung wurde das IPF als Föderationsforschungszentrum reorganisiert im Verbund mit dem Institut für Mikrostrukturphysik der RAN und dem Institut für Probleme des Maschinenbaus der RAN in Nischni Nowgorod. 2016 wurde Sergejew Vollmitglied der RAN. 2017 wurde er als Nachfolger Waleri Wassiljewitsch Koslows im zweiten Wahlgang gegen Robert Iskandrowitsch Nigmatulin zum Präsidenten der RAN gewählt. In einem Interview mit der Zeitschrift W mire nauki beklagte er, dass die russische Wissenschaft nicht zur Innovation der russischen Wirtschaft beitrage, dass die Zahl der Beiträge aus Russland auf bedeutenden internationalen Konferenzen zurückginge, dass in den führenden internationalen Zeitschriften die Aufsätze russischer Autoren insbesondere mit experimentellen Ergebnissen mit hohen Zitierungszahlen vernachlässigbar seien, dass die Forschungsfinanzierung pro Wissenschaftler 100-mal geringer sei als in Japan und dass die Ausbildungsqualität an Schulen und Universitäten zurückginge. In einer Rede an die Uraler Wissenschaftler forderte er von der Wissenschaft die Leitung und Koordinierung der Strategien für die Entwicklung der Wissenschaft und Technik und von der Regierung eine erhöhte finanzielle Förderung, um auch große wissenschaftliche Projekte von globaler Bedeutung durchzuführen.
Sergejew ist verheiratet mit der wissenschaftlichen IPF-Mitarbeiterin Marina Dmitrijewna Tschernobrowzewa. Ihr Sohn Michail ist Mitarbeiter der NNGU und ihre Tochter Jekaterina ist wissenschaftliche Mitarbeiterin des IPF.

## Ehrungen, Preise, Mitgliedschaften
- Staatspreis der Russischen Föderation (1999)
- Orden der Ehre (2006)
- Preis der Regierung der Russischen Föderation für Wissenschaft und Technik (2012) für das Petawatt-Laser-Projekt
- Gruber-Preis für Kosmologie (2016) für das LIGO-Team
- ausländisches Mitglied der Nationalen Akademie der Wissenschaften Weißrusslands (2017)
- Chevalier des Ordre des Palmes Académiques (2018)[13]